# Skadden, Arps, Slate, Meagher & Flom
Skadden, Arps, Slate, Meagher & Flom LLP and Affiliates (часто сокращается до Skadden Arps, Skadden или SASM&F; рус. Скадден, Арпс, Слейт, Мигер и Флом) — юридическая фирма с штаб-квартирой в Нью-Йорке. С примерно 2 тысячами юристов, чистый доход Скадден выше всех других юридических фирм мира. Журнал Форбс назвал Скадден «самой влиятельной юридической фирмой Уолл-стрит» и она также называется лучшей корпоративной юридической фирмой Америки с 2001 года.

## Рейтинги
В 2015 и 2016 годах Skadden была четвертой юридической фирмой в США по величине выручки. В опросе Global 100, проведенном The American Lawyer в 2015 году, Skadden заняла четвертое место в мире по валовой доходности.
В 2019 году у Skadden было около 1 744 адвокатов в 28 офисах.

## История
- 1948 — Фирма была основана в Нью-Йорке Маршалом Скаденном, Джоном Слейтом и Лесом Арпсом.
- 1954 — Джозеф Флом стал партнером.
- 1959 — Уильям Мигер был нанят в фирму. Элизабет Хед, первая женщина-юрист фирмы была нанята.
- 1961 — Фирма стала называться Skadden, Arps, Slate, Meagher & Flom.
- 1973 — Открылся второй офис фирмы, в Бостоне.
- 1981 — Пегги Керр стала первой женщиной-партнером.
- 1985 — Фирма становится третьей самой большой юридической фирмой в США.
- 1987 — Был открыт первый международный офис, в Токио.
- 2000 — Штаб-квартира переехала в Конде-Наст-билдинг.
- 2011 — Джозеф Флом, последний именной партнер, умирает.

## Офисы
По состоянию на апреля 2014 года, фирма имеет 23 офиса по всему миру.

## Политические пожертвования
Партнеры и сотрудники Скадден чаще всего жертвуют деньги на избирательные кампании кандидатов Демократической партии.

Юристы фирмы официально и финансово поддерживали президентскую кампанию Джона Керри в 2004 году.

В 2008 году фирма поддерживала президентскую кампанию Барака Обамы.